# Bitterkruidgranietmot
De bitterkruidgranietmot (Scoparia subfusca) is een vlinder uit de familie grasmotten (Crambidae). De spanwijdte van de vlinder bedraagt tussen de 20 en 27 millimeter. De soort komt verspreid over Europa voor. De soort overwintert als rups.

## Ondersoorten
- Scoparia subfusca subfusca
- Scoparia subfusca zelleri

## Waardplanten
De bitterkruidgranietmot heeft echt bitterkruid en klein hoefblad als waardplanten.

## Voorkomen in Nederland en België
De bitterkruidgranietmot is in Nederland en in België een niet zo algemene soort. De soort heeft jaarlijks één generatie die vliegt van mei tot in september.